# Episodi di Servant (quarta stagione)
La quarta e ultima stagione della serie televisiva Servant, composta da dieci episodi, è stata distribuita dal 13 gennaio al 17 marzo 2023 sulla piattaforma di video on demand Apple TV+, in tutti i paesi in cui il servizio è disponibile.
| nº | Titolo originale | Titolo italiano  | Pubblicazione    |
| -- | ---------------- | ---------------- | ---------------- |
| 1  | Pigeon           | Piccione         | 13 gennaio 2023  |
| 2  | Itch             | Prurito          | 20 gennaio 2023  |
| 3  | Séance           | Seduta spiritica | 27 gennaio 2023  |
| 4  | Boo              | Boo              | 3 febbraio 2023  |
| 5  | Neighbors        | Vicini di casa   | 10 febbraio 2023 |
| 6  | Zoo              | Zoo              | 17 febbraio 2023 |
| 7  | Myth             | Mito             | 24 febbraio 2023 |
| 8  | Tunnels          | Gallerie         | 3 marzo 2023     |
| 9  | Awake            | Risveglio        | 10 marzo 2023    |
| 10 | Fallen           | Caduta           | 17 marzo 2023    |

## Piccione
- Titolo originale: Pigeon
- Diretto da: Dylan Holmes Williams
- Scritto da: Henry Chaisson

## Prurito
- Titolo originale: Itch
- Diretto da: Kitty Green
- Scritto da: Alyssa Clark

## Seduta spiritica
- Titolo originale: Séance
- Diretto da: Ishana Night Shyamalan
- Scritto da: Ishana Night Shyamalan

## Boo
- Titolo originale: Boo
- Diretto da: Dylan Holmes Williams
- Scritto da: Amy Louise Johnson e Ishana Night Shyamalan

## Vicini di casa
- Titolo originale: Neighbors
- Diretto da: Carlo Mirabella-Davis
- Scritto da: Kara Lee Corthron

## Zoo
- Titolo originale: Zoo
- Diretto da: Celine Held e Logan George
- Scritto da: Devin Conroy e Ishana Night Shyamalan

## Mito
- Titolo originale: Myth
- Diretto da: Ishana Night Shyamalan
- Scritto da: Henry Chaisson e Ishana Night Shyamalan

## Gallerie
- Titolo originale: Tunnels
- Diretto da: Nimród Antal
- Scritto da: Laura Marks

## Risveglio
- Titolo originale: Awake
- Diretto da: M. Night Shyamalan
- Scritto da: Ishana Night Shyamalan

## Caduta
- Titolo originale: Fallen
- Diretto da: Veronika Franz e Severin Fiala
- Scritto da: Laura Marks